# Aleje Jerozolimskie w Warszawie

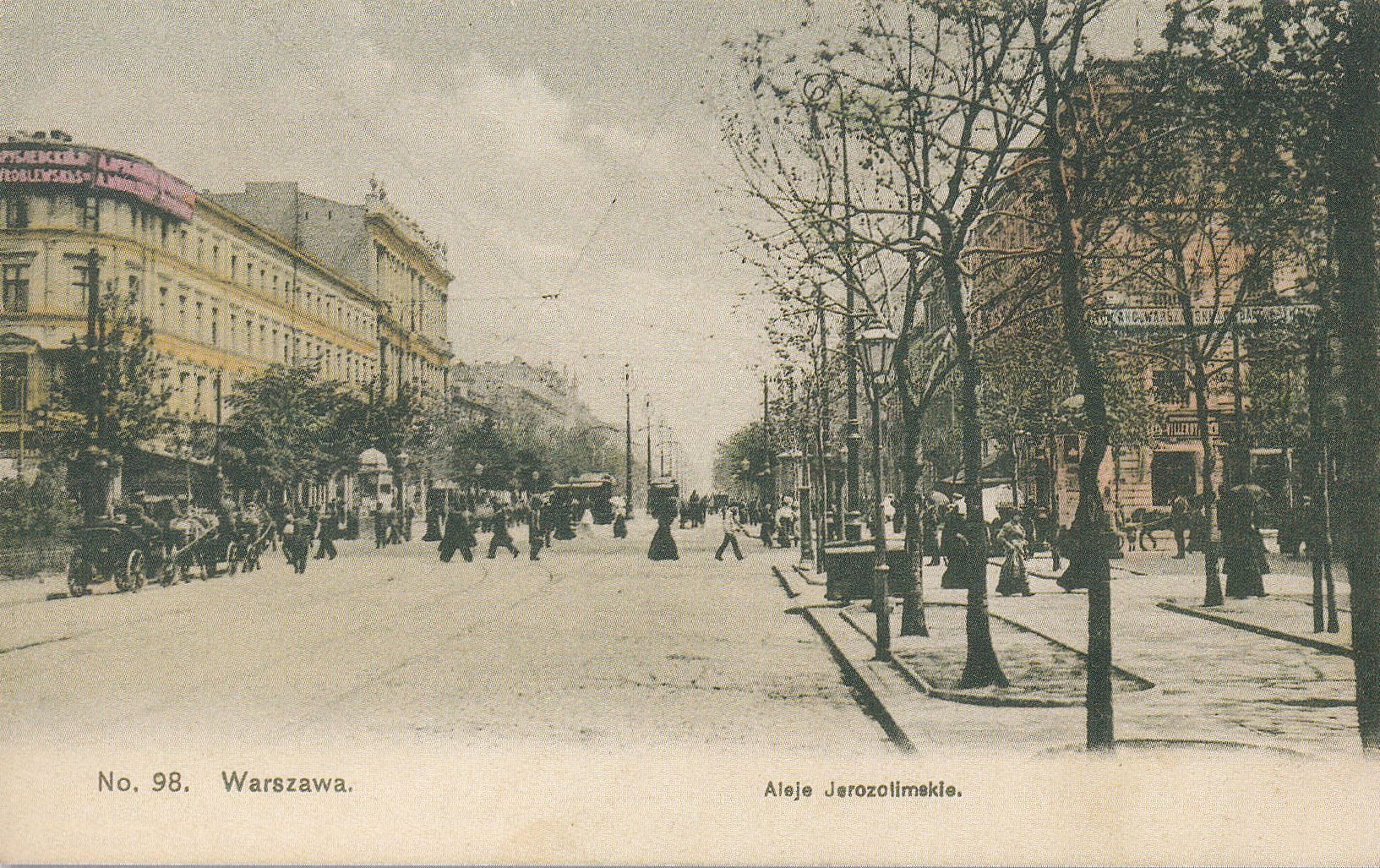
Aleje Jerozolimskie, widok w kierunku skrzyżowania z ul. Marszałkowską (1908)

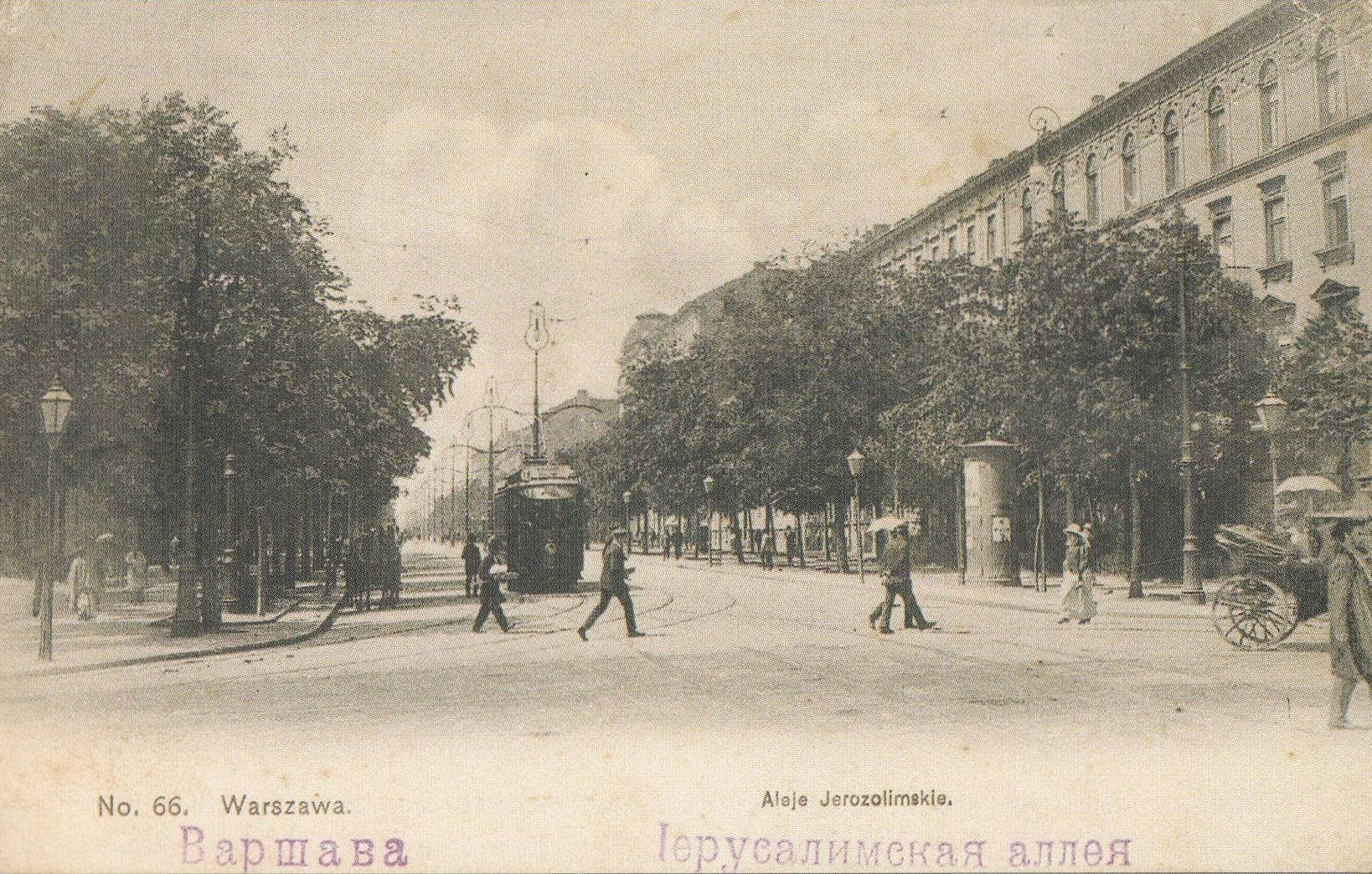
Aleje przy skrzyżowaniu z Nowym Światem (1908)

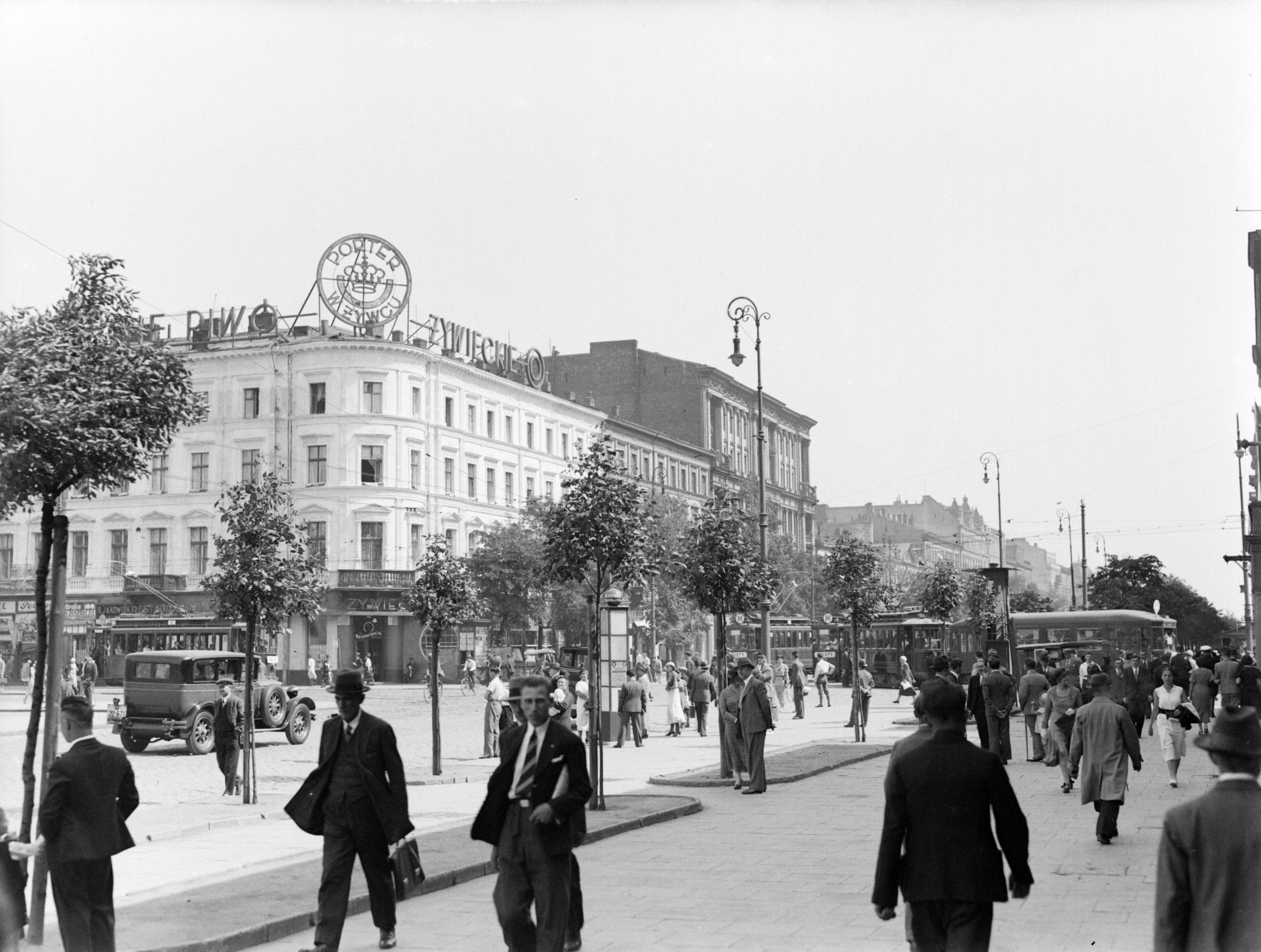
Aleje Jerozolimskie, widok w kierunku skrzyżowania z ul. Marszałkowską (1934)

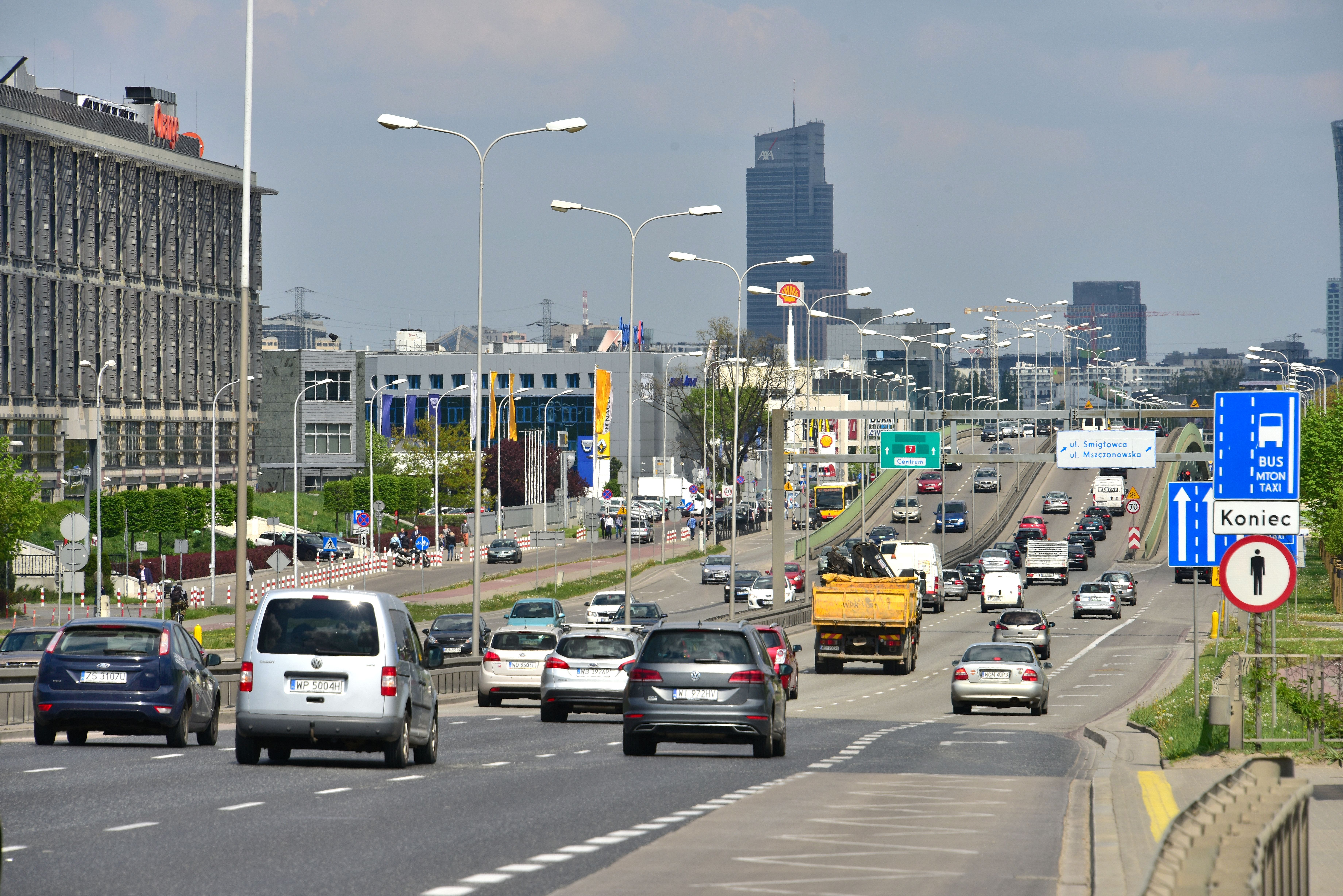
Aleje na wysokości ul. Śmigłowca, widok w kierunku śródmieścia

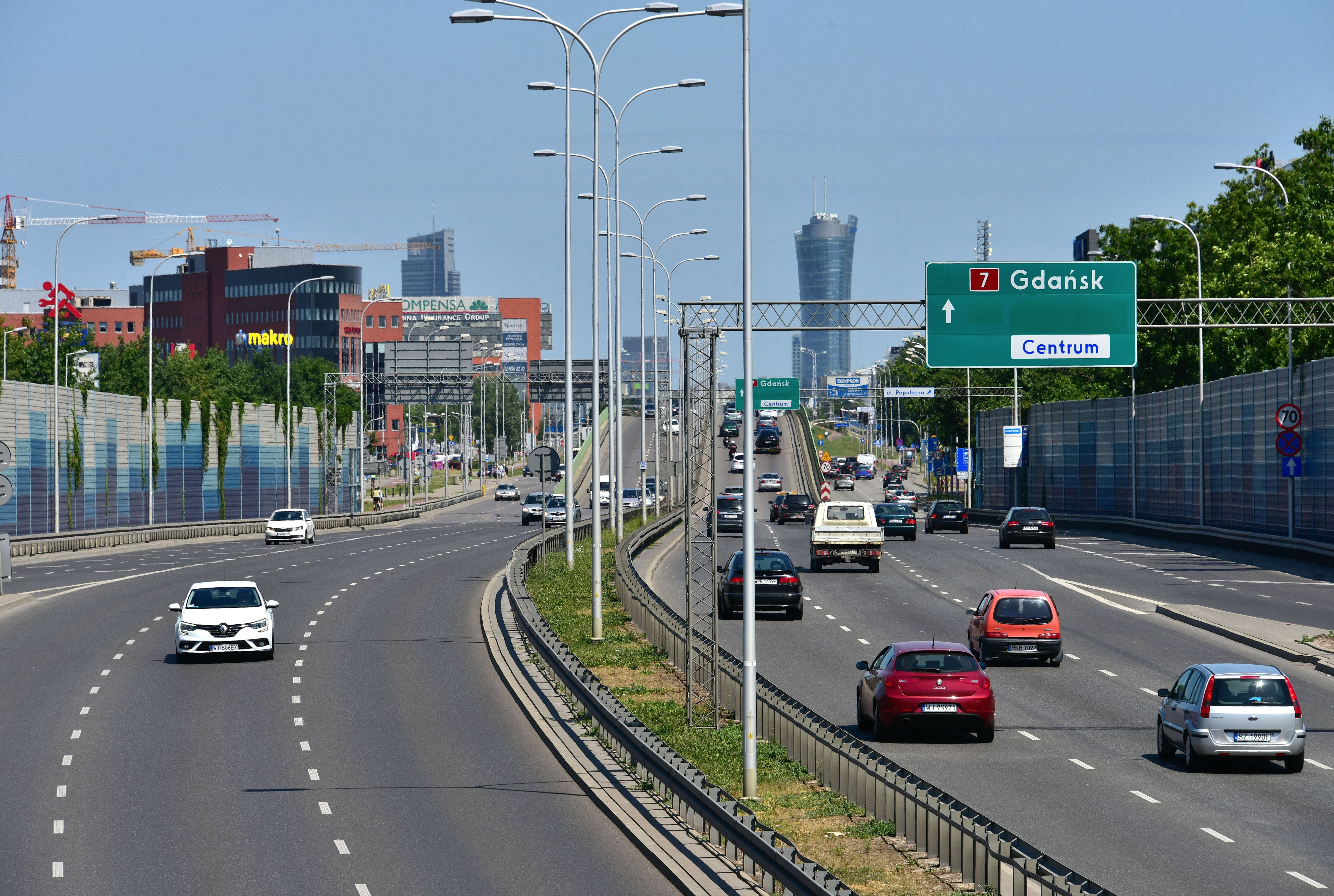
Aleje na wysokości ul. Łopuszańskiej

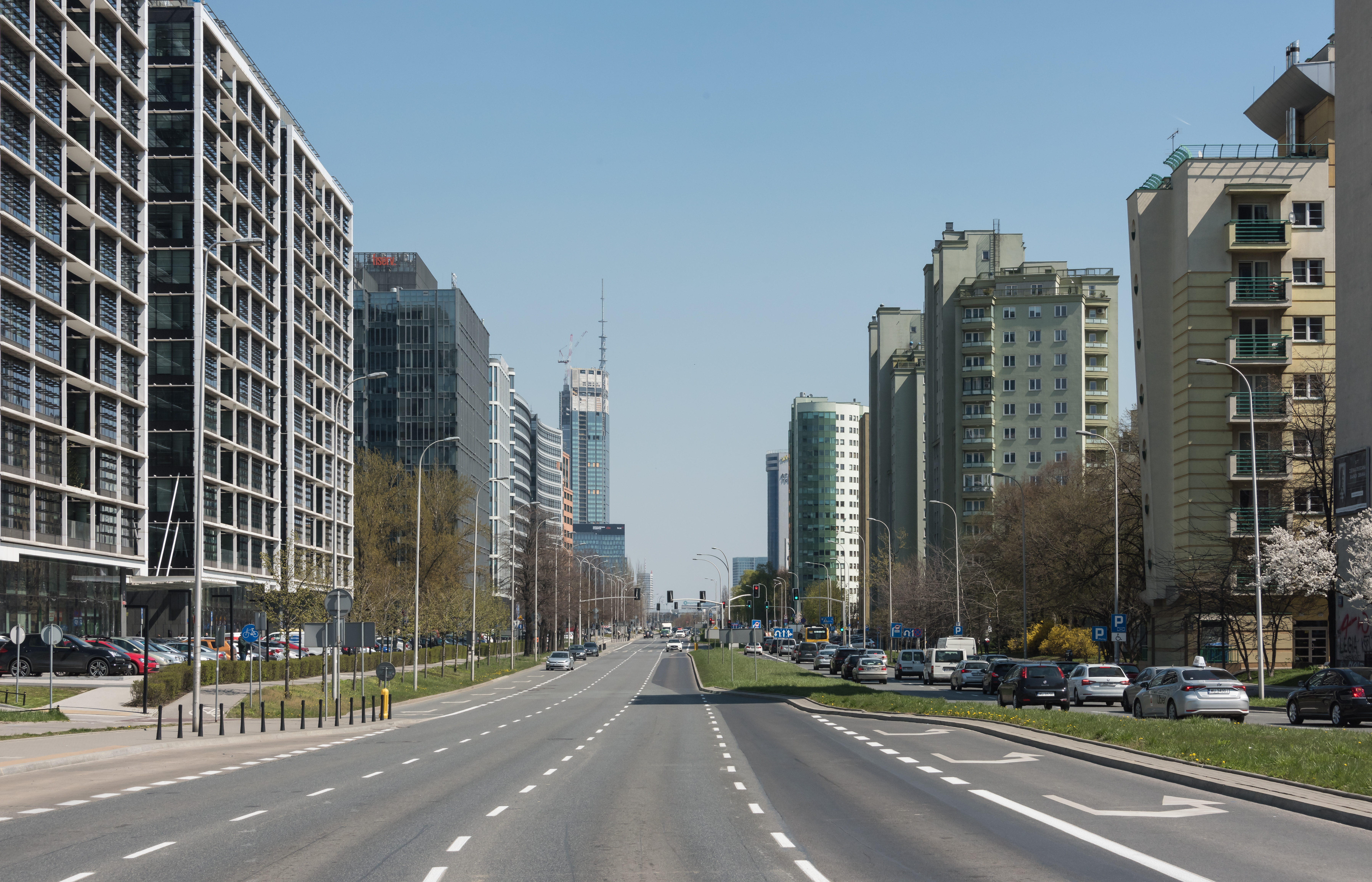
Aleje Jerozolimskie na wysokości ul. Szczęśliwickiej, widok w kierunku wschodnim

Aleje Jerozolimskie – ulica w warszawskich dzielnicach Śródmieście, Ochota, Włochy i Ursus.

## Przebieg
Ulica zaczyna się od mostu Księcia Józefa Poniatowskiego, krzyżując się z Nowym Światem (rondo gen. Charles’a de Gaulle’a), dalej z Marszałkowską (rondo Dmowskiego), aleją Jana Pawła II i ul. Żelazną. Po przejściu przez plac Zawiszy skręca na południowy zachód i biegnie do granicy Warszawy. Od ronda Zesłańców Syberyjskich do ulicy Łopuszańskiej ulica jest częścią Obwodnicy Etapowej Warszawy oraz drogi krajowej nr 7 i trasy europejskiej E77.
Alejami Jerozolimskimi poprowadzone są następujące drogi:
| Nr drogi  | Odcinek                                                 |
| --------- | ------------------------------------------------------- |
| była      | ul. Smolna – pl. A. Zawiszy                             |
| była      | pl. A. Zawiszy – ul. M. Grzymały-Sokołowskiego          |
| była      | ul. M. Grzymały-Sokołowskiego – al. Prymasa Tysiąclecia |
| DK7       | al. Prymasa Tysiąclecia – ul. Łopuszańska               |
| oraz była | ul. Łopuszańska – al. Obrońców Warszawy                 |
|           | al. Obrońców Warszawy – granica miasta                  |

Ulica biegnie do Pruszkowa, gdzie przechodzi w aleję Wojska Polskiego na wysokości skrzyżowania z ulicami Bolesława Prusa i Bohaterów Warszawy (droga wojewódzka nr 718).
Aleje Jerozolimskie po remoncie, około połowy lat 70., zmieniły nieco swój układ na północnej Ochocie. Odcinek od pl. Zawiszy do ul. Spiskiej wybudowano wyłącznie połowicznie, tj. tylko jezdnię w kierunku ze wschodu na zachód. Obecnie ten jednokierunkowy odcinek wydłużono do ul. Niemcewicza (na zamkniętym odcinku Spiska-Niemcewicza znajduje się parking). W kierunku z zachodu na wschód ruch z Alei Jerozolimskich jest poprowadzony ul. Niemcewicza i ul. Grójecką. Taki układ wynika z faktu, że pierwotnie planowano pasy jazdy na wprost umieścić w tunelu pod rondem. Ze względów oszczędnościowych oraz z powodu istnienia alternatywnych planów w ramach budowy obwodnicy śródmiejskiej, tunelu nigdy nie wykonano, stąd taki układ drogowy.

## Historia
Nazwa ulicy pochodzi od istniejącego w XVIII wieku na zachód od obecnego placu Zawiszy osiedla żydowskiego Nowa Jerozolima, założonego w 1774 na terenie jurydyki Bożydar-Kałęczyn należącej do Augusta Sułkowskiego. Nazywana była wówczas Drogą Jerozolimską, a następnie Ulicą Jerozolimską. Później pojawiła się nazwa Aleja Jerozolimska, zastąpiona następnie przez obecną nazwę w liczbie mnogiej – Aleje Jerozolimskie.
Ulicę wytyczono ostatecznie w latach 1823–1824. Przecięła ona całe miasto od rogatek Jerozolimskich do brzegu Wisły. Szeroką na 40 metrów arterię obsadzono czterema rzędami topoli.
W 1845 przy skrzyżowaniu z Marszałkowską wybudowano Dworzec Wiedeński według projektu Henryka Marconiego. Przy ulicy zaczęto wznosić eklektyczne, secesyjne i modernistyczne kamienice. W 1902 w pobliżu skrzyżowania z ul. Żelazną wybudowano Dworzec Kaliski zaprojektowany przez Józefa Hussa. 
W 1908 roku ulicą po raz pierwszy pojechały tramwaje elektryczne. W latach 1904–1913 wzniesiono wiadukt prowadzący do budowanego mostu Mikołajewskiego (obecnie Poniatowskiego). W latach 1921–1932 pod ulicą wybudowano tunel kolei średnicowej.
Zabudowa ulicy ucierpiała w czasie obrony Warszawy we wrześniu 1939.
Podczas okupacji niemieckiej Alejom nadano nazwę Bahnhofstraße (ul. Dworcowej) (1941−1943), następnie zmienioną na Reichstraße (ul. Rzeszy/Państwowej) (odcinek od pl. A. Zawiszy do ul. Marszałkowskiej) (1943−1945) i „Ostlandstraße” (ul. Ziem Wschodnich) (odcinek od ul. Marszałkowskiej do mostu Poniatowskiego) (1943−1945).
Podczas powstania warszawskiego ulica była miejscem zaciętych walk. W pobliżu ul. Brackiej zbudowano barykadę, która zapewniała jedyne piesze połączenie między północną i południową częścią miasta. Po powstaniu wysadzono Dworzec Główny i spalono większość kamienic pomiędzy Nowym Światem i Marszałkowską.
19 stycznia 1945 roku w Alejach Jerozolimskich odbyła się defilada Wojska Polskiego, którą przyjęli Bolesław Bierut i Edward Osóbka-Morawski.
Od 27 listopada 1946 do 22 czerwca 1949 roku odcinek Alej Jerozolimskich od ul. Marszałkowskiej do Nowego Światu wraz z fragmentem obejmującym też al. 3 Maja (do wiaduktu mostu Poniatowskiego, tj. linii Wisły) nosił nazwę al. Generała Władysława Sikorskiego. W styczniu 1948 na skrzyżowaniu z ul. Nowy Świat zainstalowano pierwszą po wojnie sygnalizację świetlną.
W 1958 poszerzono jezdnię pomiędzy ulicami Nowy Świat i Marszałkowską.
W latach 60. i 70. XX wieku była częścią czterech dróg międzynarodowych:
- E7: od pl. Artura Zawiszy do skrzyżowania z ul. Marchlewskiego i ul. Chałubińskiego,
- E8: od ronda Dmowskiego do mostu Poniatowskiego,
- E81: od skrzyżowania z ul. Marchlewskiego i ul. Chałubińskiego do mostu Poniatowskiego,
- E82: przebieg wspólny z E7.

## Ważniejsze obiekty
- Muzeum Narodowe
- Gmach dawnego Domu Partii
- Sztuczna palma na rondzie gen. Charles’a de Gaulle’a
- Pomnik Partyzanta
- Gmach Banku Gospodarstwa Krajowego
- Dom handlowy Vitkac
- Centralny Dom Towarowy, obecnie biurowiec Cedet
- Widok Towers
- Rotunda PKO w Warszawie
- Hotel Metropol
- Hotel Polonia Palace
- Słup kilometrowy
- Tunel średnicowy
- Dworzec Warszawa Śródmieście
- Dworzec Centralny
- Centrum LIM
- Stacje kolei średnicowej i WKD
- Central Tower
- Gmach Wojskowego Instytutu Geograficznego
- Osiedle Kombajn
- Atlas Tower
- Aleje Jerozolimskie-Zachód
- Główny Inspektorat Transportu Drogowego
- Wydawnictwa Szkolne i Pedagogiczne
- Eurocentrum Office Complex
- Urząd Transportu Kolejowego
- Polskie Koleje Państwowe
- PKP Informatyka
- PKP Intercity
- Dworzec kolejowy Warszawa Zachodnia
- Dworzec autobusowy Warszawa Zachodnia
- Park Pięciu Sióstr
- Centrum handlowe Atrium Reduta
- Centrum handlowe Blue City
- Urząd Regulacji Energetyki
- Urząd Rejestracji Produktów Leczniczych, Wyrobów Medycznych i Produktów Biobójczych
- Przystanek kolejowy Warszawa Aleje Jerozolimskie

Po południowej stronie ulicy zachował się ciąg przedwojennych kamienic, których część wpisana jest do rejestru zabytków:
- pod numerem 27 – kamienica Zygmunta Regelmana (1893)
- pod numerem 45 – Hotel Polonia Palace (1913)
- pod numerem 47 – kamienica Wilhelma Rakmana (1906)
- pod numerem 49 – kamienica Józefa Dawidsohna i Hackela Kadyńskiego (1914)
- pod numerem 51 – kamienica Hoserów (1905)
- pod numerem 53 – kamienica Izaaka Rotberga (1894), dawny hotel Central
- pod numerem 55 – kamienica Franciszka Łapińskiego (1881)
- pod numerem 57 – kamienica firmy Drzewiecki i Jeziorański (1912)
- pod numerem 59 – Kamienica w Alejach Jerozolimskich 59 (1860)
- pod numerem 61 – kamienica Józefa Duzika (1897)
- pod numerem 63 – kamienica Józefa Lipińskiego (1898)
- pod numerem 85 – kamienica Mikołaja Szelechowa (1913)
- pod numerem 99 – kamienica Stanisława Rostkowskiego (1911)
- pod numerem 101 – kamienica Gustawa Pala (1940)
- pod numerem 109 – kamienica Józefa Lipińskiego (1900)

## Obiekty nieistniejące
- Pałac Opalińskiego
- Dworzec Wiedeński w Warszawie
- Dworzec Główny w Warszawie
- Dworzec Kaliski
- Centralny Dworzec Pocztowy
- Rogatki Jerozolimskie